# Гибель эсминца «Сюркуф»
Гибель эсминца «Сюркуф» — морская катастрофа, произошедшая 6 июня 1971 года. В результате столкновения советского танкера «Генерал Бочаров» с эсминцем «Сюркуф» корабль ВМС Франции разорвало на две части.

## История службы эсминца
В 1956 году «Сюркуф» принимал участие во вторжении в Египет.
Для французского эсминца столкновение с гражданским судном не было первым. 26 марта 1960 года, за 11 лет до столкновения с советским транспортом, в 10 милях южнее острова Груа в эсминец врезался французский сухогруз Léognan. Оба корабля тогда остались на плаву, погибших не было. У «Сюркуфа» был помят правый борт.
В 1962 году эсминец принимал участие в Алжирской войне.

## Столкновение
6 июня 1971 года в Средиземном море в 110 км от берега испанского города Картахена «Сюркуф» был в составе тактической группы французского авианосца «Арроманш».
В «Сюркуф» на скорости 16 узлов (30 км/ч) врезался советский танкер «Генерал Бочаров». Нос танкера вошел в правый борт эсминца, в районе носового котельного отделения, которое было мгновенно затоплено. Девять моряков погибли. Танкер быстро отошел задним ходом, у него лишь смяло нос и образовалась небольшая пробоина выше ватерлинии. Эсминец разломило почти пополам.
Французский эсминец «Тартю» попытался взять «Сюркуф» на буксир. В ходе спасательного процесса носовая часть «Сюркуфа» оторвалась и ушла под воду. После откачки воды из уцелевшей кормовой части, её сумели сохранить на плаву и отбуксировали в Картахену.

## Последствия
В результате столкновения погибло 9 французских моряков.
26 июня 1971 года буксир «Белье» в сопровождении эсминца «Д’Эстре» отбуксировали уцелевшую часть «Сюркуфа» в Тулон, где она была пришвартована к пристани Рождества, рядом с подводной лодкой «Гюстав Зеде».
5 мая 1972 в Тулоне уцелевшей кормовой части эсминца присвоили номер мишени — Q-495. 22 мая она была потоплена в ходе испытаний противокорабельной ракеты Exocet.
Начальник Новороссийского морского пароходства О. Сычеников за инцидент приведший к потоплению французского корабля и повреждению советского объявил выговор капитану танкера и строгий выговор второму помощнику капитана.

## Характеристики кораблей
Эсминец «Сюркуф» имел водоизмещение 2794/3740 тонн (стандартное/полное). Штатная численность экипажа составляла 347 человек. Вооружение включало в себя 3 сдвоенных 127-мм орудия, 3 сдвоенных 57-мм орудия, 2 20-мм орудия и 12 550-мм торпед. Командиром эсминца был капитан Аккари.
Танкер «Генерал Бочаров» имел вместимость 14265 БРТ и дедвейт 22630 тонн. Командиром танкера был капитан Пасечнюк.